# 伊朗航天研究中心
伊朗航天研究中心是伊朗信息和通信技術部于2000年建立的一个研究中心，該研究中心主要研究太空并設計制造伊朗的民用卫星和太空火箭。 2010年，伊朗航天研究中心一度劃歸总统办公室，不久又回到伊朗信息和通信技術部。
2018年9月12日，美国财政部宣佈制裁伊朗航天研究中心。该研究机构還受到美国、英国、加拿大和新西兰的制裁。